# Amy Smart

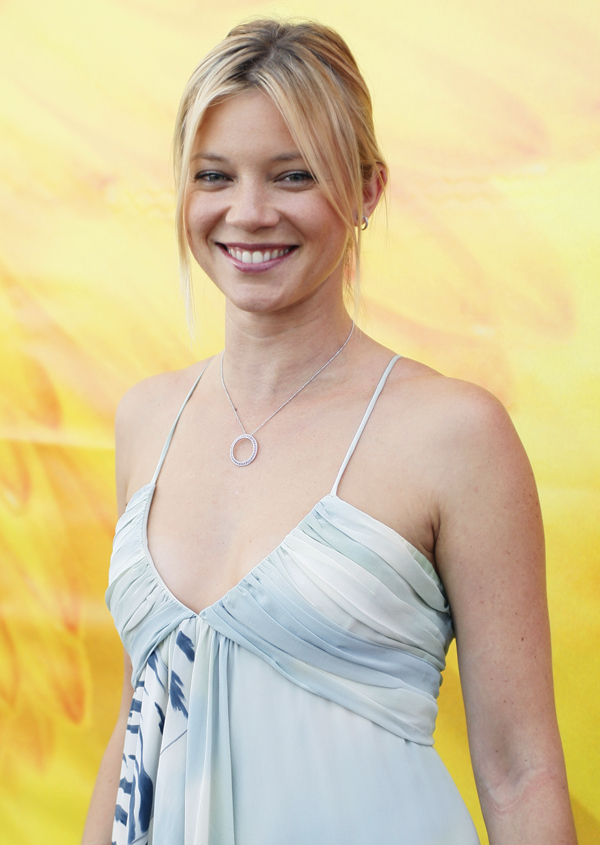
Amy Smart auf der Los Angeles Fashion Week 2008

Amy Lysle Smart (* 26. März 1976 in Topanga, Kalifornien) ist eine US-amerikanische Schauspielerin.

## Leben und Karriere
Amy Smart ist die Tochter von Judy und John Smart und hat einen Bruder namens Adam. Sie nahm zehn Jahre lang Ballettunterricht, bis sie ihre Karriere als Model in Mailand und New York City begann. Ihren ersten Kurzauftritt hatte sie 1996 in dem Fernseh-Zweiteiler Verführung zum Mord, wo sie eine Schülerin spielte. Danach hatte sie ihren nächsten Fernsehauftritt in MTVs Rock the Vote, ihre erste längere Rolle, mit der sie bekannt wurde, erhielt sie 1999 mit Varsity Blues. Ebenfalls spielte sie in den ersten beiden Staffeln der US-Fernsehserie Felicity mit. In der zweiten Staffel der Sitcom Scrubs – Die Anfänger spielte sie die wiederkehrende Nebenrolle der Jamie Moyer.
Zu Smarts bekanntesten Filmen zählen die Komödien Road Trip und Rat Race – Der nackte Wahnsinn, der Thriller Butterfly Effect und das Drama Bigger Than the Sky. Im Januar 2006 kam der Film Ein Trauzeuge zum Verlieben in die deutschen Kinos. Ebenfalls 2006 spielte Smart in dem Actionfilm Crank und 2009 in der Fortsetzung Crank 2: High Voltage an der Seite von Jason Statham. Am 12. Dezember 2006 kam der Film Wild X-Mas (Just Friends) mit Ryan Reynolds in die deutschen Kinos. 2012 stand sie als Lilian Hart im Mystery-Thriller Columbus Circle vor der Kamera. In Takashi Shimizus Horror-Thriller Flight 7500 war sie 2014 zu sehen.
Smart engagiert sich für die Umwelt. Sie ist Sprecherin der Naturschutzorganisation Heal the Bay in Kalifornien, die sich um die Erhaltung der Natur der Küste Kaliforniens kümmert. Außerdem ist sie im Vorstand der Environmental Media Association und am Step Up Women’s Network beteiligt, das sich für die Förderung von Frauen einsetzt.
Seit dem 10. September 2011 ist Smart mit Carter Oosterhouse verheiratet. 2016 wurden sie Eltern einer Tochter.

## Filmografie (Auswahl)
- 1997: High Voltage – Tödliche Bande (High Voltage)
- 1997: Starship Troopers
- 1997: Wie ich zum ersten Mal Selbstmord beging (The Last Time I Committed Suicide)
- 1997: Campfire Tales
- 1998: Dee Snider’s Strangeland (Strangeland)
- 1999: Varsity Blues
- 1999–2001: Felicity (Fernsehserie, 16 Folgen)
- 2000: Road Trip
- 2001: Rat Race – Der nackte Wahnsinn (Rat Race)
- 2002: Interstate 60
- 2003: Almost Legal – Echte Jungs machen’s selbst (After School Special)
- 2003: Scrubs – Die Anfänger (Scrubs) (Fernsehserie, 3 Folgen)
- 2003: Blind Horizon – Der Feind in mir (Blind Horizon)
- 2003: Die Schlachten von Shaker Heights (The Battle of Shaker Heights)
- 2004: Total verknallt in Tad Hamilton (Win a Date with Tad Hamilton!)
- 2004: Butterfly Effect
- 2004: Starsky & Hutch
- 2005: Bigger Than The Sky
- 2005: Ein Trauzeuge zum Verlieben (The Best Man)
- 2005: Wild X-Mas (Just Friends)
- 2006: Peaceful Warrior
- 2006: Crank
- 2006: Smith (Fernsehserie, 7 Folgen)
- 2008: Mirrors
- 2009: Crank 2: High Voltage (Crank: High Voltage)
- 2009: Love N’ Dancing
- 2010: Dead Awake
- 2011: The Reunion
- 2011: House of the Rising Sun
- 2011: Die 12 Weihnachts-Dates (12 Dates of Christmas, Fernsehfilm)
- 2011–2012: Shameless (Fernsehserie, 6 Folgen)
- 2011: Men at Work (Fernsehserie, 2 Folgen)
- 2012: Columbus Circle
- 2013: No Clue
- 2014: Justified (Fernsehserie, 9 Folgen)
- 2014: Bad Country
- 2014: Flug 7500 – Sie sind nicht allein (Flight 7500)
- 2014: The Single Moms Club
- 2014: Run for Your Life
- 2015: Matters of the Heart
- 2015: Zoey to the Max
- 2015: Hangman
- 2016: Sister Cities
- 2016: Maron (Fernsehserie, 2 Folgen)
- 2016: Patient 7 (Patient Seven)
- 2016: Angie Tribeca (Fernsehserie, Folge 1x05)
- 2017: Apple of My Eye
- 2017: Love at First Glance
- 2017: The Keeping Hours
- 2017: Law & Order: Special Victims Unit (Fernsehserie, Folge 19x01)
- 2018: MacGyver (Fernsehserie, 2 Folgen)
- 2018: Mississippi Requiem
- 2018: Avengers of Justice: Farce Wars
- 2018: The Brawler
- 2020: The 100 Candles Game
- 2020–2022: Stargirl (Fernsehserie, 39 Folgen)
- 2021: 13 Minutes – Jede Sekunde zählt (13 Minutes)
- 2022: Tyson’s Run
- 2023: On Sacred Ground
- 2023: The Christmas Classic
- 2024: Rally Caps
- 2024: Held Hostage in My House

## Auszeichnungen
- 2004 MTV Movie Award für den besten Filmkuss (Starsky & Hutch) mit Carmen Electra.